# نه زندگی (فیلم ۱۹۵۷)
نه زندگی (به نروژی: Nin Liv) فیلمی نروژی در سبک زندگی‌نامه‌ای محصول سال ۱۹۵۷ به کارگردانی آرنه اسکوئن و درباره‌ی رشادت‌های یان بالسرود، یکی از اعضای جنبش مقاومت نروژ در جنگ جهانی دوم است.